# Liste der Bodendenkmale in Leiferde
In der Liste der Bodendenkmale in Leiferde sind alle Bodendenkmale der niedersächsischen Gemeinde Leiferde aufgelistet. Die Quelle ist der Denkmalatlas Niedersachsen. 
Der Stand der Liste ist der 22. November 2024.

Leiferde im Landkreis Gifhorn

In den Spalten finden sich folgende Informationen des Bodendenkmales:
Lagegeographische Koordinaten
BezeichnungBezeichnung lt. Denkmalatlas
BeschreibungBeschreibung lt. Denkmalatlas
IDObjekt-ID
BildBild, ggf. zusätzlich mit Link zu weiteren Fotos im Medienarchiv Wikimedia Commons.

## Leiferde
| Lage                         | Bezeichnung            | Beschreibung | ID       | Bild |
| ---------------------------- | ---------------------- | --- | -------- | ---- |
| 52° 28′ 36″ N, 10° 28′ 55″ O | Leiferde 1, Wallanlage | Kleine viereckige Burganlage mit einer Innenfläche von ca. 660 m². Die Böschungshöhen erreichen kaum 1 m bei einer L. von 2 – 3 m und sind nur unvollständig erhalten. Das Gelände fällt an der O- und N-Seite stark ab, auf den anderen weniger. Während im O ein 8 m hoher natürlicher Steilhang einen leicht eingezogenen Schutz bietet, ist im N eine 8 m lange künstliche Abböschung mit einer 1 – 2 m breiten vorgelagerten Terrasse angelegt. Das westl. Ende ist nicht mehr erkennbar. Von der NW-Ecke verläuft eine Böschung, beginnend mit einem davor liegenden flachen Graben bzw. Terrasse, 30 m bogenförmig nach S und macht dann einen scharfen Knick nach O, wo sie nach 6 m endet. Wahrscheinlich ist das Objekt mittelalterliche Zeitstellung. Für einen provisorischen kurzfristigen Gebrauch oder für eine Nichtfertigstellung des Baues spricht, dass der Innenraum nicht planiert, die Wall- und Graben-Struktur nur noch sehr schwach ausgeprägt ist und Funde fehlen. Hier handelt es sich wahrscheinlich um eine Holz-Erde-Anlage. Schriftquellen, die sich auf diese Anlage beziehen ließen, sind nicht bekannt. | 28941725 | BW   |